# 제거 프로그램
제거 프로그램 또는 언인스톨러(Uninstaller)는 특정한 다른 프로그램이나 응용 프로그램의 일부 또는 모든 것을 제거하도록 설계된 컴퓨터 프로그램이다. 이와 반대말은 설치 프로그램이다. 일부 소프트웨어 제조업체들은 그들의 응용 프로그램들 안에 제거 프로그램을 포함한다.
전형화된 제거 프로그램들은 보통 꾸러미 관리를 지원하는 컴퓨터 시스템에서 요구되지 않는다.

## 구성 요소
- 설치 기록
- 제거 프로그램
- 분석 (선택 사항)
- 감시 (선택 사항)
- 분석 (선택 사항)
- 다른 도구 (선택 사항)

## 기능
- 설치 기록
- 제거 프로그램
- 이동/전송
- 압축
- 백업
- 다른 관련 기능

## 같이 보기
- 설치 프로그램
- 유틸리티 프로그램
- 응용 프로그램
- IBM PC
- 운영 체제
- 컴퓨터 프로그램